# マイケル・マッコール
マイケル・トーマス・マッコール・シニア(1962年1月14日生まれ)は、アメリカの弁護士および2005年からテキサス州10区(en)選出アメリカ合衆国下院議会議員を務める政治家である。共和党員であり、彼は、第113回(en)、第114回(en)、および第115回(en)議会で国土安全保障に関する下院委員会(en)の議長を務めた。彼の選挙区は、オースティンからヒューストンまで広がっている。
マコールは、第116回議会(en) (2019年から2021年) で下院外交委員会の主要メンバー(en)になり; 彼は第117回議会(en) (2021年から現在) でその地位を維持している。

## 初期の人生、教育、法曹としてのキャリア
ダラスで生まれ、(フランシス・ジェーン（ロット）とジェームズ・アディントン・マッコール・ジュニアの息子)マコールは、イギリス人、アイルランド人、およびドイツ人を先祖に持つ。 ダラスのイエズス会準備学校(en)を卒業し、1984 年にサン・アントニオのトリニティ大学で歴史の学士号を取得し、3年後にセント・メアリーズ大学(en)で法学博士号を取得した。 マッコールは、ハーバード・ケネディ・スクールでシニア・エグゼクティブ・フェローシップも修了した
マコールは、政界に入る前は、弁護士および連邦検察官(en)として働いていた。彼は、米国連邦検事局(en)のテキサス支部のテロ対策および国家安全保障の責任者であり、司法省の公益課(en)の下でも働いていた。彼が去った後、マコールは1999年にテキサス州司法長官(en)室で副司法長官(en)の地位に就き、2002年までこの役職を務めた。

## アメリカ合衆国下院議員

### 選挙
マコールは2004年に米国下院議員に立候補し、新しく創設された第10区で混雑した共和党予備選挙で勝利した。オースティンの一部、ハリス郡の西部、およびその間のいくつかの田舎の郡を含むこの地区は、非常に共和党支持が強いと考えられていたため、民主党の候補者は誰も立候補せず、事実上彼に議席を譲った。
2006年、彼は民主党候補のテッド・アンクラムと元リバタリアン党党首候補のマイケル・バドナリック(en)を55%の得票率で破った。マコールは2008年に再選され、民主党候補のラリー・ジョー・ドハーティ(en)とリバタリアン候補のマット・フィンケルを54%対43%で破った。
4年後、彼はアンクラム(22%) とリバタリアン候補エレミヤ "JP" パーキンス (1%) に対して得票率76%で4期目に再選された。 マコールは2016年に179,221票 (57.3%) で7期目を獲得し、民主党候補のタワナ W. カディエンの120,170票 (38.4%) を上回った。リバタリアンのビル・ケルシーは13,209 (4.2%) を受け取った。
2018年、マコールは下院で157,166 票 (51.1%) を獲得し、民主党候補のマイク・シーゲルの144,034 票 (46.8%) とリバタリアンのマイク・ライアンの6,627 票 (2.5%) に対して8期目の当選を果たした。それはマッコールのキャリアの中で最も接近したレースであった。
彼は2020年に9期目に選出され、シーゲルを再び破った。

### 任期

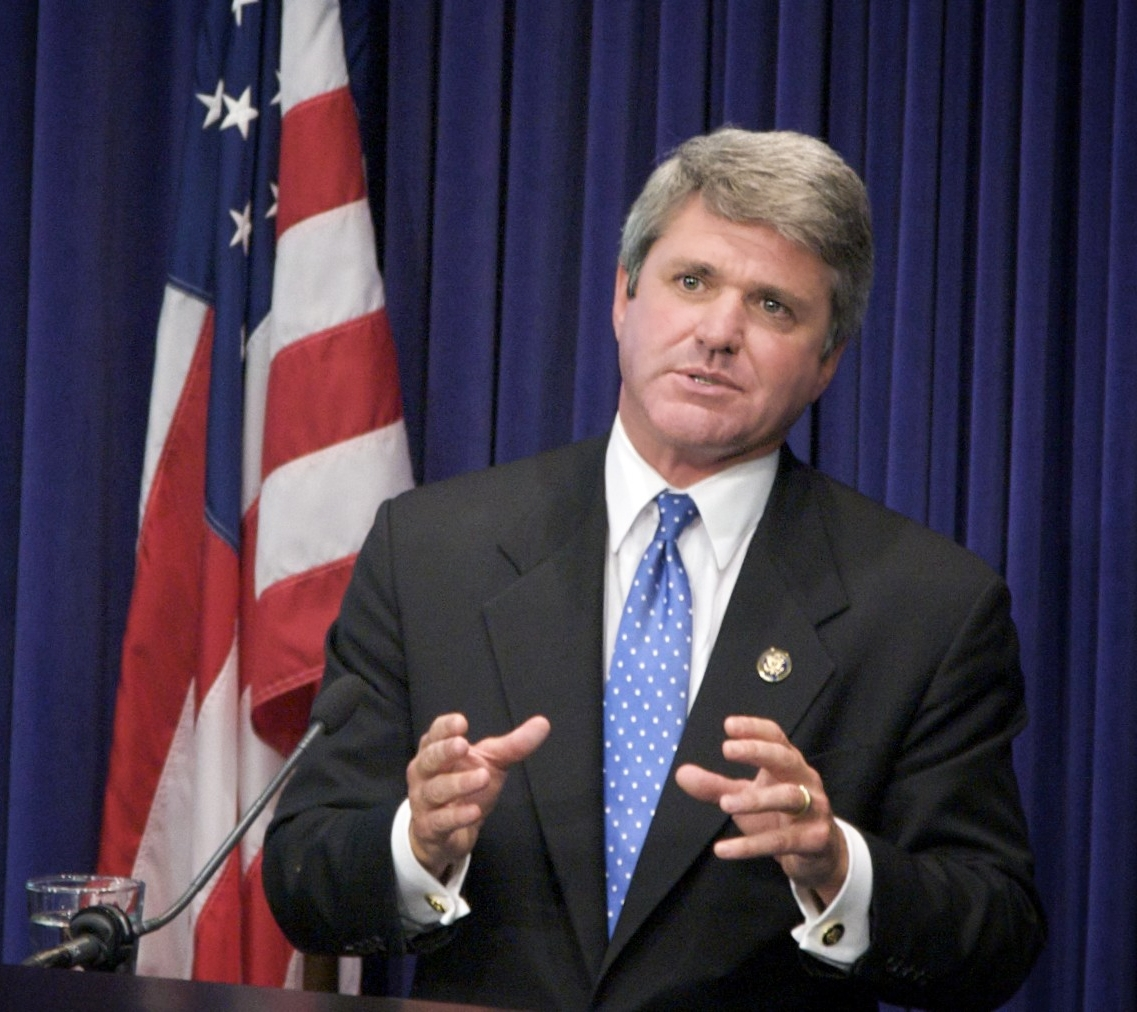
ライス大学でサイバーセキュリティについて話すマッコール下院議員

2013年12月11日、マッコールは国土安全保障省 (DHS) 長官(en)に、連邦政府に代わってサイバーセキュリティ活動を実施するよう要求し、また米国の連邦民間機関の情報技術 (IT) システムと重要なインフラストラクチャが関与するサイバーセキュリティ・インシデントの防止と対応におけるDHSの役割を成文化する法律を導入した。マッコールは、この法案は「サイバー脅威に対処するための重要なステップ」であると述べた。
マッコールは、メキシコと米国の国境に沿って壁(Mexico–United States border)を建設するというドナルド・トランプの提案を支持した。
2019年4月、マッコールは、イエメン内戦への米国の関与を終わらせる決議案に反対し、「100カ国以上との米国の安全保障協力協定を混乱させる」と述べた。
2019年12月18日、マコールは、トランプに対する両方の弾劾条項(both articles of impeachment against Trump)に反対票を投じた。投票した 195 人の共和党員のうち、全員が両方の弾劾条項に反対票を投じた。

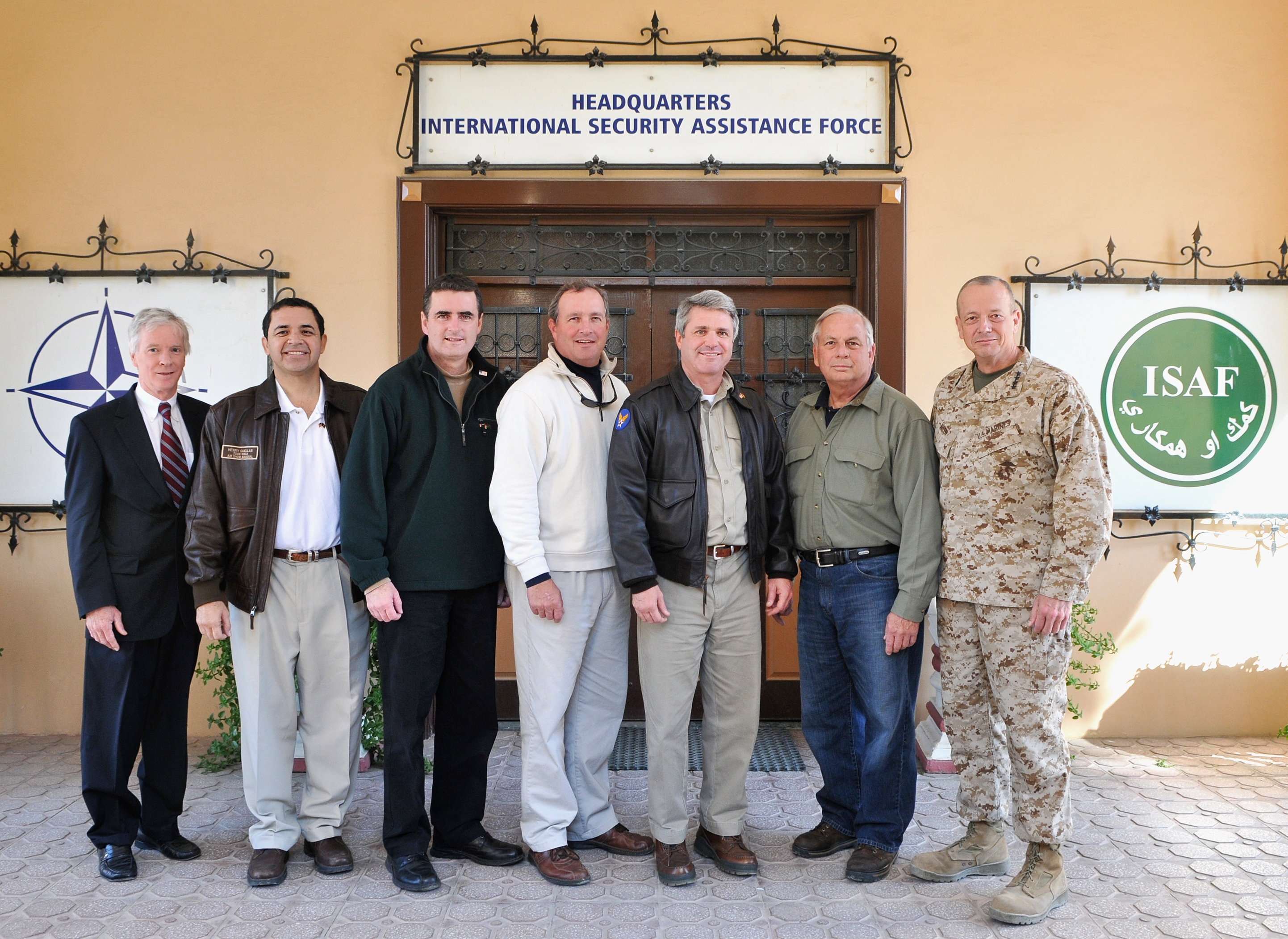
マコール下院議員は、国土安全保障に関する下院委員会(House of Representatives Committee on Homeland Security)を率いてISAF本部を訪問した

2021年、マコールはシリアにおけるイランの標的についてジョー・バイデンの空爆を強く支持した。

### 委員会の割り当て
- 下院外交委員会(主要メンバー)[14]
- 国土安全保障委員会(en)

### 党員集会
- 議会ハイテク幹部会の創設者兼共同議長
- 小児がん幹部会の共同創設者兼共同議長
- 議会サイバーセキュリティ幹部会の共同議長
- 議会スーダンおよび南スーダンに関する幹部会の共同議長
- 議会アルゼンチン幹部会の共同創設者
- 結核制圧幹部会
- アメリカ合衆国議会国際自然保護委員会(en)[15]
- 共和党ガバナンス・グループ(en)[16]
- 共和党調査委員会(en)[17]

## 私生活
マッコールは、en:Clear Channel Communications の創設者でen:Lowry Mays元会長の娘で、en:Mark Mays前CEOの姉妹である Linda Mays McCaul と結婚している。2011年、en:Roll Call は、当時のジョン・ケリー上院議員(en)を抜いて、マッコールをアメリカ合衆国議会の最も裕福なメンバーの1人に挙げた。彼の純資産は2億9,400万ドルと推定され、前年 (7,400 万ドル) よりも約300%増加した。2004年、同じ出版物は彼の純資産を1,200万ドルと見積もっている。 彼の富の増加は、妻の家族からの多額の送金によるものであった。
マッコールと彼の家族は、テキサス州オースティンの裕福な郊外であるテキサス州ウェスト・レイク・ヒルズ(West Lake Hills, Texas)に住んでいる。彼は、オースティン地域の家庭用水のトップ10ユーザーの1人として頻繁に挙げられており、2017年には市内の家庭用水の消費量第1位であった。Dallas Morning News によると、「いくつかの都市では、住民に必須の散水スケジュールを作成することにより、水を節約しようとしている。ダラスの住民は住所の数字に応じて、週に2回芝生に水をまくことができる。オースティンでは、住民は週に1日か2日、1日の特定の時間帯のみに水やりを行うように制限されている」。
2020年10月28日に、マッコールの不動産会社は、リース契約違反をめぐって20数件の訴訟を起こしたと報告されている。テナントは、虚偽の口実、物件の劣悪な状態、または放棄を余儀なくされた困難な出来事に基づいてリースが許可されたことに不満を漏らした。しかし、マッコールの会社はとにかく家賃と経費を積極的に取り返した。

## リファレンス
1. ↑  “United States House of Representatives Committee on Foreign Affairs”. ballotpedia.org.  Ballotpedia. 2021年7月4日閲覧。
2. ↑  “michael mccaul”. RootsWeb.com.  Ancestry (2008年9月22日). 2019年1月4日閲覧。
3. ↑  “U.S. Rep. Michael McCaul '80 Named Jesuit Dallas Distinguished Alumnus”.  Jesuit Dallas News (2014年10月16日). 2017年9月8日時点のオリジナルよりアーカイブ。2017年9月8日閲覧。
4. ↑  “State of Texas 2008 General Election Returns”. Texas Secretary of State. (2008年11月5日) 2008年11月6日閲覧。[リンク切れ]
5. ↑  “Election Results”.   Texas Secretary of State (2016年11月8日). 2016年12月17日閲覧。
6. ↑  “Our Campaigns - Candidate - Michael McCaul”. www.ourcampaigns.com. 2023年3月21日閲覧。
7. ↑  “Texas Election Results: 10th Congressional District (2020)”. The New York Times. (2020年11月29日) 2023年3月21日閲覧。
8. ↑  “CBO – H.R. 3696”.   Congressional Budget Office. 2014年7月28日閲覧。
9. ↑  “H.R. 3696 – Summary”.   United States Congress. 2014年7月28日閲覧。
10. ↑  “House Panel Passes Cybersecurity Bills”. ThinkAdvisor.com (2014年7月29日). 2014年7月29日閲覧。
11. ↑  “Rep. McCaul: Yes, We Will Build a Wall, Put Mexico on a "Payment Plan" and Enforce the Law”.  Fox News (2016年12月2日). 2016年12月3日閲覧。
12. ↑  George, Susannah (2019年4月4日). “House votes to end support for Yemen war; Trump expected to veto”. The Times of Israel. Associated Press 2019年4月5日閲覧。
13. ↑  “Biden's Syria airstrike earns applause from prominent Republicans”. Fox News (2021年2月26日). 2023年3月21日閲覧。
14. ↑  “Committees and Caucuses” (英語). Congressman Michael McCaul (2012年12月13日). 2021年3月1日閲覧。
15. ↑  “Our Members”.   U.S. House of Representatives International Conservation Caucus. 2018年8月1日時点のオリジナルよりアーカイブ。2018年8月4日閲覧。
16. ↑  “Kinzinger, Republican Governance Group Members Call on President Biden to Reject Partisan Efforts and Advance Bipartisan COVID Relief” (英語). Congressman Adam Kinzinger (2021年2月3日). 2021年3月1日閲覧。
17. ↑  “Member List”.   Republican Study Committee. 2017年12月21日閲覧。
18. ↑  “The 50 Richest Members of Congress (2011)”. Roll Call. (2011年).  オリジナルの2011年9月17日時点におけるアーカイブ。
19. ↑  Yachnin, Jennifer (2011年8月18日). “McCaul Leaps to Top of 50 Richest Members of Congress : Roll Call News”. Roll Call
20. ↑  “Meet the Texas Republican Going After the House Foreign Affairs Committee Chairmanship (2018)”. Texas Monthly. (2018年9月26日) 2023年3月21日閲覧。
21. ↑  Stone, Brianna (2018年7月27日). “Michael McCaul, one of Congress' richest members, used more water in 2017 than any Austin resident”. Dallas Morning News (Austin)
22. ↑  Gibson, Brittany (October 28, 2020). “Wealthy Congressman Repeatedly Squeezes Small-Business Tenants”. The American Prospect.